# 通配符
通配符（或稱万用字元）有以下意思：

## 电信
在电信中，通配符可用于代替不确定字符。
- 在高频自动链路建立协议中，通配符“?”匹配36个字符中的任一个，这36个字符由26个英文字母和10个数字组成。
- 通配符在表示一个字符或者一个字符串时必须先定义。

## 電腦
在電腦（軟體）技术中，通配符可用于代替单个或多个字符。
通常地，星号“*”匹配0个或以上的字符，问号“?”匹配1个字符。

### 文件和目录
在CP/M、DOS、Microsoft Windows和类Unix操作系统中描述文件名(或路径)时，星号（*）匹配零个或多个任意字符、问号（?）匹配零个或不多于问号个数的任意字符。如：123??? 将匹配 1231 或 12313，但不会匹配 123991991。
在Unix shell和Windows PowerShell中，方括号（[和]）括起来的字符范围匹配在此范围内的任意字符，例如：[A-Za-z] 匹配任意的大小写字母。Unix shells 可以在用括号括起来的指定字符前加一个"!"来表示否定。匹配到多个文件或路径的通配符模式称为glob扩展。

### 数据库
在SQL中，通配符可用于"LIKE"表达式中，百分号(%)匹配零个或多个字符，下划线(_)匹配单个字符。Transact-SQL中还支持使用方括号("["和"]")来匹配列表集和字符范围，在前面加一个 ^ 表示否定，将匹配所有未在括号中指定的字符。在Microsoft Access中，通配符可用于"LIKE"表达式中，星号(*)匹配零个或多个字符，问号(?)匹配单个字符。在 SAP 中加号(+)匹配一个字符。

### 正则表达式
在正则表达式中，英文句号(.)匹配单个字符，结合一个星号(.*)匹配任意多个字符。

### 效率
在针对较长字符串匹配或对大量的字符串进行匹配时应该注意，后匹配(ABC*)比前匹配(*ABC)有着十分明显的效率优势。因为后匹配(ABC*)可以立即排除那些不是以"A"开头的记录，接着排除第二个字符不是"B"的；而前匹配(*ABC)需要尝试匹配每一个字符，至少直到找到了"ABC"。在一些需要高性能的环境应该尽量避免使用前匹配，或者通过其他条件筛选减少了数据量后再使用前匹配搜索。

## 相关
- 克莱尼星号
- 模式匹配
- 正则表达式